# Свистунов, Николай Кузьмич
Николай Кузьмич Свистунов  (1903—1977) — специалист в области радиоэлектроники, доктор технических наук, профессор, декан радиотехнического факультета МЭИ (1960—1967). Бывший заведующий кафедрой радиоприемных устройств Московского энергетического института. 

## Биография
Николай Кузьмич Свистунов родился в 1903 году. Учился, работал в промышленности, с 1944 года работал в Московском энергетическом институте на кафедре радиоприемных устройств (РПУ).
Кафедра Радиоприемных устройств образована в МЭИ в 1938 году. Первым ее заведующим стал профессор Г. А. Левин. Годы его руководства кафедрой пришлись на военные и послевоенные времена. В 1947 году заведующим кафедрой стал Н. К. Свистунов. 
ов.
При Николае Кузьмиче были переоборудованы лаборатории кафедры, разработан цикл базовых учебных курсов для студентов (радиоприемные устройства, радиопередающие устройства, антенно-фидерные устройства, радиотехнические системы № 1,2,3,4 и др.), созданы современные оборудованные лаборатории. Н. К. Свистунов, сам работавший ранее в оборонной промышленности работ, стремился к связи проводимых кафедрой научных работ с промышленностью. В 1950-е годы он организовал работу по создание средств высокочастотной связи по токоведущим проводам в шахтах страны. Сотрудники кафедры принимали участие в конструировании, наладке и испытаниях радиоаппаратуры на шахтах Кривбасса, Кузбасса и Донбасса.
С 1954 года под руководством Свистунова на кафедре РПУ разрабатывали малогабаритные радиолокаторы военного назначения, была создана отраслевая лаборатория, проводившая исследования в интересах оборонных предприятий страны.
С 1960 по 1967 года Н. К. Свистунов работал деканом радиотехнического факультета МЭИ, сменив на этом посту профессора А. Л. Зиновьева.
Николай Кузьмич Свистунов скончался в 1977 году в Москве в возрасте 74 лет.

## Труды
- Аналитический метод параметрического синтеза линейных цепей блочной структуры. /Богачев В. М., Свистунов С. Ю. //Радиотехнические тетради.  № 8,  1995. С. 39 - 43.